# Asperges

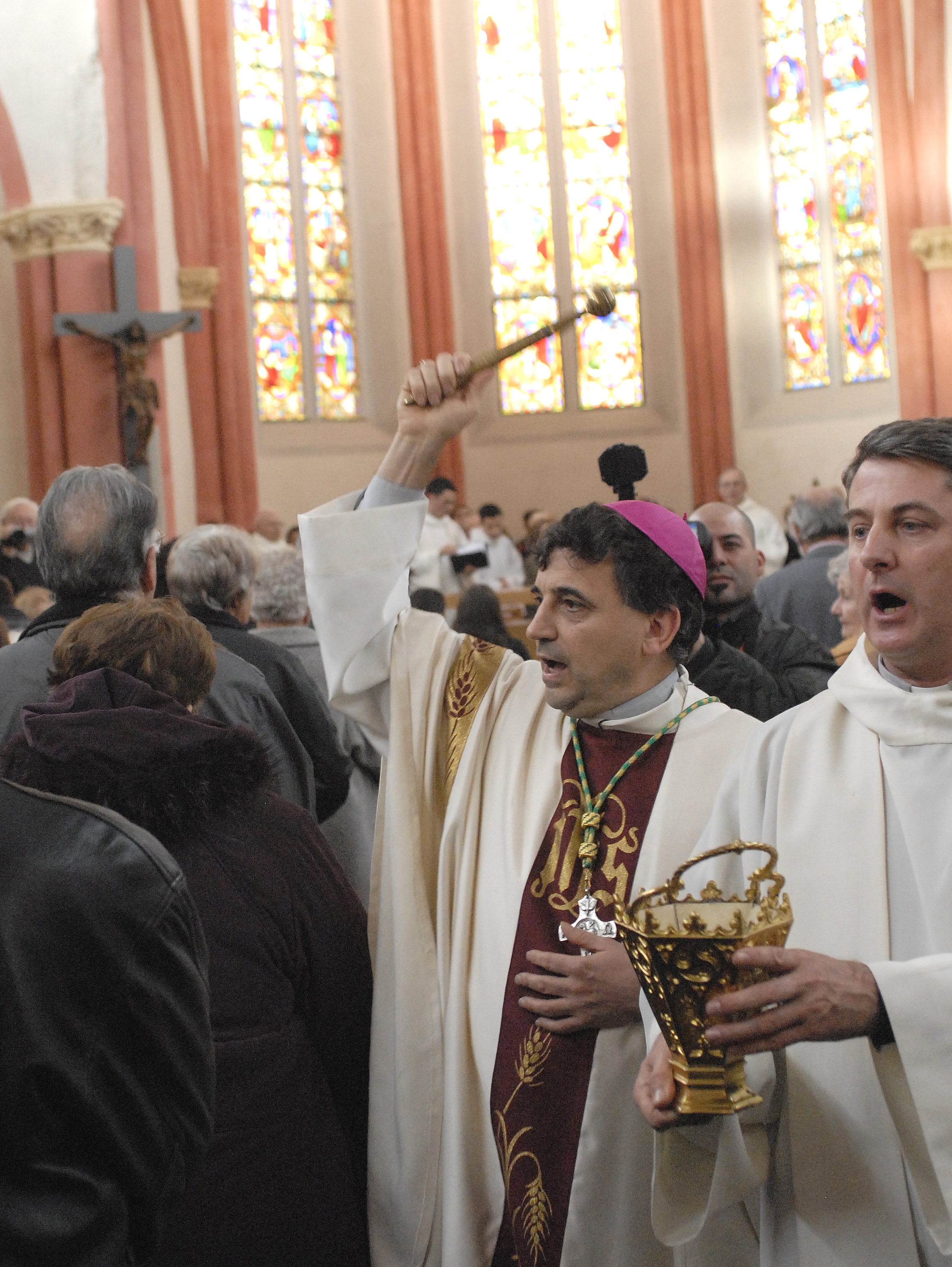
Sonntägliches Taufgedächtnis

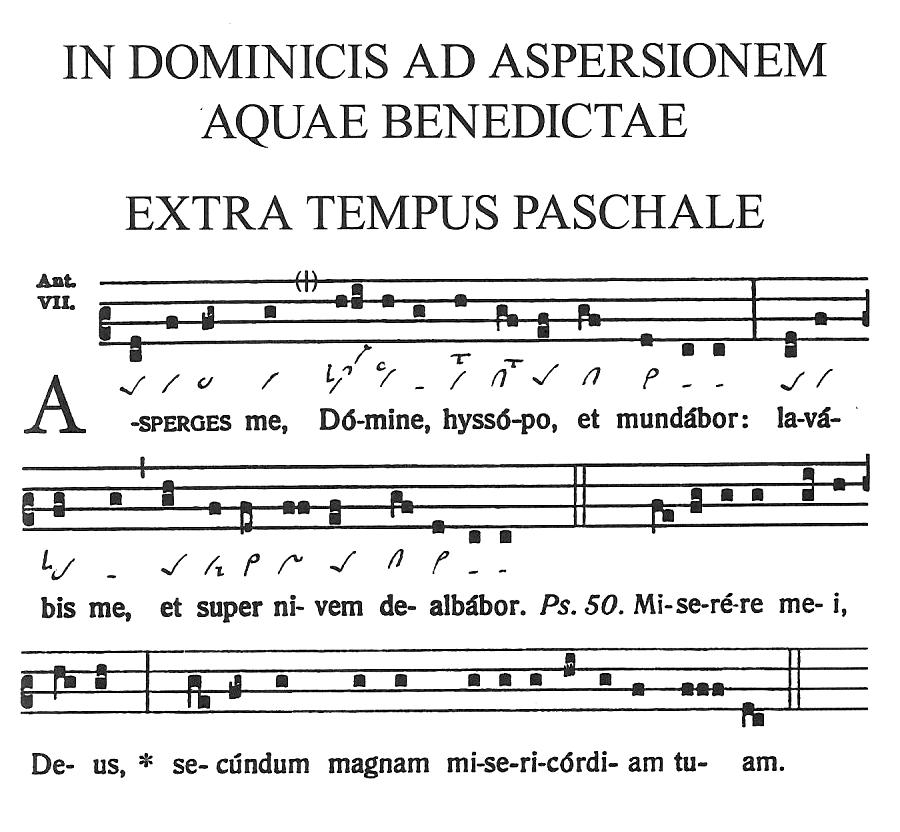
Asperges me, gregorianisch, im Graduale Novum

Asperges (die; lateinisch aspergere ‚besprengen‘) bezeichnet in der römisch-katholischen, altkatholischen und anglikanischen Kirche nach seinem Incipit den Begleitgesang zum sonntäglichen Taufgedächtnis, bei dem der Priester die Gemeinde als Segenshandlung  mit Weihwasser besprengt. Der Empfänger des Sakramentales bekreuzigt sich dabei zum Gedächtnis an die eigene Taufe und als Bitte um Erneuerung der Taufgnade und damit um Vergebung der Sünden.
Die pfarrliche Gemeindemesse am Sonntag begann seit der Karolingerzeit mit dem Besprengen der Gemeinde mit geweihtem Wasser als Reinigungsritus, der auf die reinigende Kraft des Taufwassers zurückverweist.  Der Ritus des Taufgedächtnisses und der Reinigung kann in der sonntäglichen heiligen Messe das Schuldbekenntnis ersetzen. In der Osterzeit wird statt der Antiphon Asperges me das Vidi aquam gesungen, zum Besprengen wird dann das in der Feier der Osternacht geweihte Taufwasser genommen. Die Bezeichnung Asperges kann auch für den gesamten Ritus stehen.
Der Text des zum Taufgedächtnis gesungenen antiphonalen Gesanges aus dem 51. Psalm lautet:

Asperges me, Domine, hyssopo, et mundabor: lavabis me, et super nivem dealbabor. Miserere mei, Deus, secundum magnam misericordiam tuam.

„Entsündige (wörtlich: „besprenge“)  mich mit Ysop, dann werde ich rein; wasche mich, und ich werde weißer als Schnee. (Ps 51,9 ) Gott, sei mir gnädig nach deiner Huld, tilge meine Frevel nach deinem reichen Erbarmen (Ps 51,3 ).“

Ysop ist eine Pflanze mit buschigen Zweigen, die im alten Israel als Aspergill verwendet wurde. Das Asperges spielt auf die rituelle Reinigung von Aussätzigen und deren Wohnungen nach Levitikus (Lev 14 ) durch siebenmaliges Besprengen an.

## Vertonungen
- Anton Bruckner:
  - Asperges me (WAB 3)
  - Asperges me (WAB 4)[2]
- Franz Xaver Gruber: Asperges me zu zwei Stimmen[3]